# ژساییروسور
ژساییروسور (نام علمی: ') نام یک سرده از راسته نیاسوسماران است.